# Olivetti M19
L'Olivetti M19 è un personal computer IBM compatibile di classe economica dell'Olivetti, introdotto nel 1986 dall'azienda italiana per incontrare una più vasta fascia di mercato, affiancando il più potente Olivetti M24. 
Nel suo segmento questo computer ebbe un discreto successo in Italia.

## Caratteristiche
È dotato di processore AMD 8088 a 4,77 MHz prodotto su licenza Intel, due drive floppy disk da 5¼ pollici da 360kB, porta seriale RS-232 e parallela tipo Centronics, monitor a fosfori verdi, da 256 a 640 KB di memoria RAM e tre porte di espansione ISA. Era fornito di tastiera ridotta a 95 tasti e monitor separato a fosfori verdi che alimentava il computer stesso: il monitor a colori (senza alimentatore per il PC) era opzionale e necessitava di un I/O box (uno scatolino da affiancare al cabinet dell'M19) contenente la scheda grafica CGA e alimentatore separato per il computer.
Poteva essere dotato di un hard disk "winchester" da 40 MB al posto di uno dei drive floppy occupando anche uno slot ISA per il controller del disco. Poteva anche essere installato un altro processore 8088 a 8 MHz per aumentare la velocità di calcolo.
Nella confezione, oltre a computer, monitor e tastiera, si trovavano anche un manuale d'installazione e uso preliminare, un floppy disk dimostrativo, uno per testare l'hardware e uno con una versione base di MS-DOS 2.11 e alcuni programmi di utilità. L'edizione completa di MS-DOS andava ordinata a parte: Olivetti ne distribuiva una sua versione, identica a quella Microsoft tranne per la scatola e la manualistica.

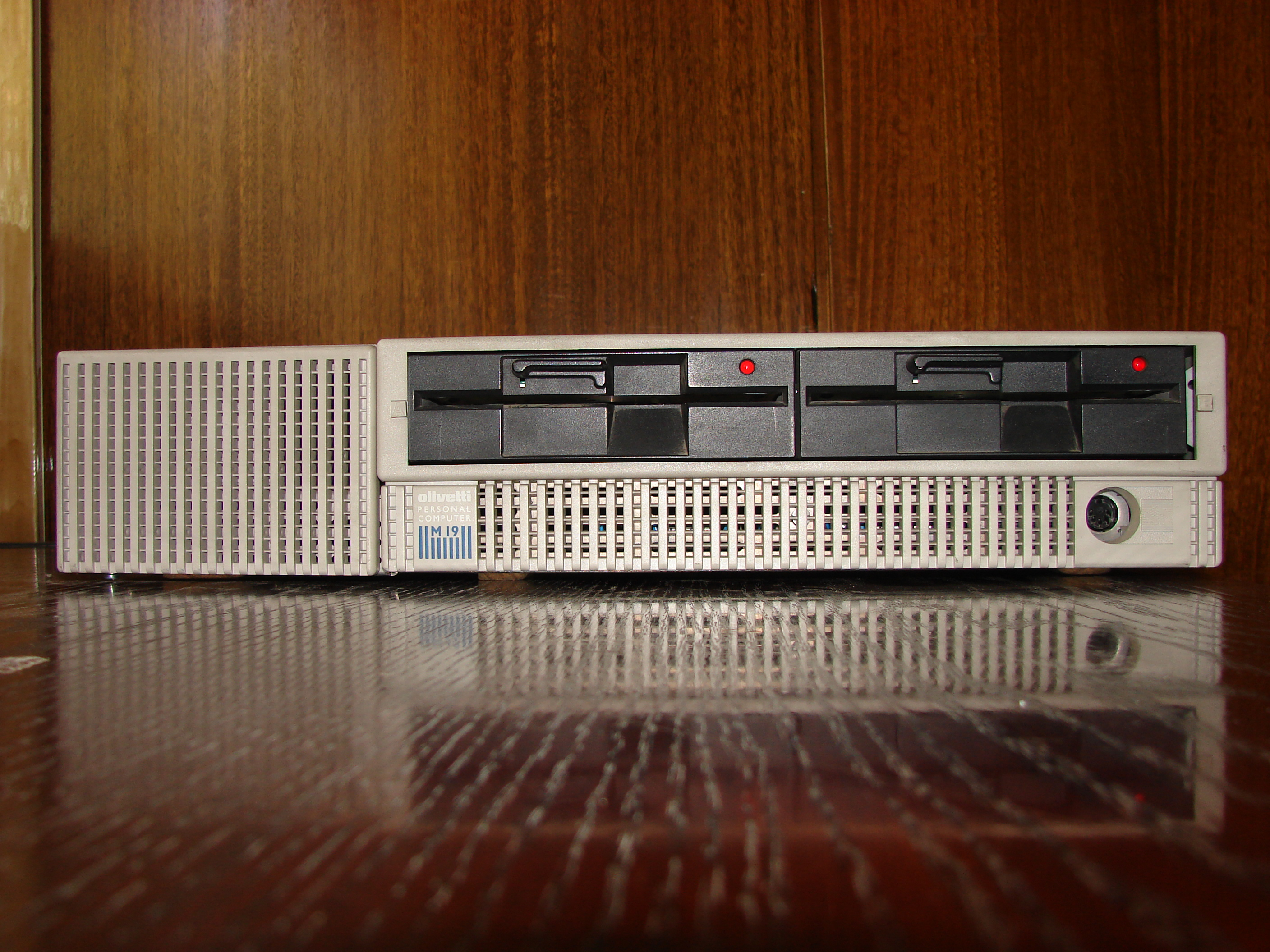
Vista anteriore (con I/O box)
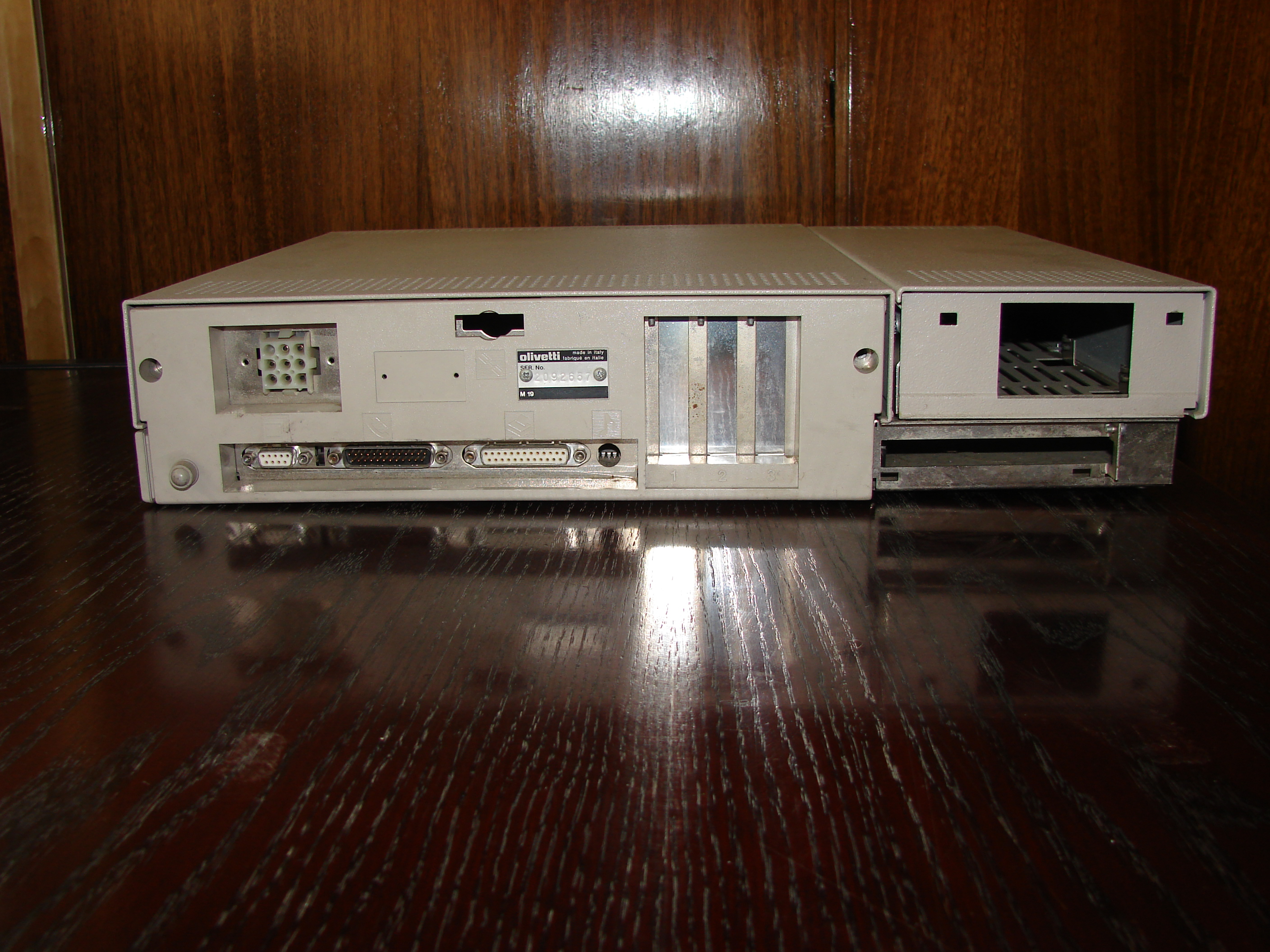
Vista posteriore (con I/O box)